# Галис, Адам
Ада́м Га́лис (польск. Adam Galis), псевдоним Лу́цян Каши́ньский (польск. Lucjan Kaszyński; 14 марта 1906 года, Варшава — 6 октября 1988, там же) — польский поэт, эссеист и переводчик советской литературы.

## Биография
Окончил гимназию имени Левицкого в Бресте в 1924 году. Учился на факультете гуманитарных наук и на юридическом факультете Варшавского университета, одновременно работая наборщиком в типографии. Начал печататься как публицист на страницах газеты «Люблинская земля» в 1925 году. В 1927-1939 гг. — репортёр в варшавской прессе. В 1933 году был принят в Профессиональный союз польских литераторов.
В 1939 году в качестве переводчика и секретаря профессора Р. Ю. Фалька, учёного-антифашиста, переехал в СССР, жил в Киеве, Ташкенте, Москве, Львове. В Польшу вернулся в 1947 году.
Состоял в Польской рабочей партии, а с 1948 года — в Польской объединённой рабочей партии. До 1955 года был редактором польского радио. Писал очерки и стихи на польском языке, переводил русскую поэзию и прозу.
В 1961 году вновь приезжал в СССР для встречи с писателем И. А. Ефремовым (сохранилась стенограмма интервью и последующая за встречей переписка).
В семидесятые годы передал материалы своего личного архива, связанные с советскими писателями, в СССР, в ЦГАЛИ (ныне РГАЛИ).
Награждён Рыцарским крестом Ордена Возрождения Польши, Золотым Крестом Заслуги и Медалью «10-летие Польской Народной Республики».

## Литературные работы
«Глыбы» (польск. Bryły) — стихи (1933).
«Повесть о шахтёре Яне Ходели» (польск. Opowieść o górniku Janie Chodeli) — поэма (1950).
«Литература Янтарного берега» (польск. Literatura bursztynowego wybrzeża) — очерки в соавторстве с Моникой Варненьской (1962).
«Восемнадцать дней Александра Блока в Варшаве» (польск. Osiemnaście dni Aleksandra Błoka w Warszawie) — очерки (1976).
«Искатель настоящего разговора» (польск. Poszukiwacz prawdziwej rozmowy) — наброски и воспоминания (1977).
«Где бы ни был человек» (польск. Gdziekolwiek człowiek stoi) — стихи (1983).